# Fokker V 40
Die Fokker V 40 war ein deutsches Sportflugzeug und eine der letzten von Anthony Fokker in Deutschland entwickelten und gebauten Konstruktionen vor seiner Übersiedlung in die Niederlande. Als ein in seinen Abmessungen und Gewichten außerordentlich klein gehaltenes Leichtflugzeug kann es als ein Vorläufer der heutigen Ultraleichtflugzeuge angesehen werden.

## Entwicklung
Nach dem Waffenstillstand von Compiègne im Herbst 1918 war der Bau von Militärflugzeugen in Deutschland obsolet geworden und bei den Schweriner Fokker-Werken wurden Überlegungen über die Produktion von zivilen Typen mit der Hoffnung getätigt, den Bau von Flugzeugen fortführen zu können. Einer dieser Entwürfe war die Fokker V 39, die im Prinzip eine verkleinerte Version des Jagdflugzeuges Fokker D VIII darstellte. Als Nächstes erschien im April 1919 die nochmals verkleinerte V 40, die von dem Werkspiloten Harry Rother erprobt wurde. Sie erhielt einen älteren Anzani-Motor aus dem Jahr 1909 von lediglich 35 PS als Antrieb, denn aus der Kriegsproduktion waren nur leistungsstarke und damit für die V 40 überdimensionierte Triebwerke verfügbar. Bei den Flugtests wurden Geschwindigkeiten von bis zu 120 km/h erreicht, in deren Bereich der Motor allerdings im Leerlauf starke Vibrationen verursachte. Im Mai/Juni 1919 verlagerte Fokker den größten Teil seiner Produktion in die Niederlande, um sie dem Zugriff der Siegermächte zu entziehen, darunter auch die V 40. Dort wurde sie höchstwahrscheinlich noch eine Zeitlang geflogen, da das Unternehmen seinen Fokus aber anschließend wieder auf die Produktion von größeren Verkehrs- und Militärflugzeugen richtete, ihrer weiteren Entwicklung bzw. der von Leichtflugzeugen keine weitere Aufmerksamkeit geschenkt. So blieb die V 40 ein Einzelstück und das kleinste bei Fokker entwickelte Flugzeugmuster.

## Konstruktion
Die V 40 war ein als Hochdecker ausgelegter Sporteinsitzer. Der Rumpf bestand aus einem Stahlrohrgerüst, für dessen Bespannung der aus der Kriegsproduktion stammende Stoff mit aufgedrucktem Tarnmuster verwendet wurde. Die durch I-Streben mit dem Rumpf verbundene Tragfläche bestand aus einer ebenfalls mit Stoff bespannten Holzkonstruktion. Das Seitenruder war an der Rumpfschneide am Heck angebracht, davor befand sich die darauf aufgesetzte und mit I-Stielen abgestützte Höhenflosse mit dem zweigeteilten Höhenruder. Die V 40 besaß ein starres, mit einer durchgehenden Achse ausgerüstetes Hauptfahrwerk. Wie bei allen Fokker-Flugzeugen kamen hier Speichenräder zur Verwendung, die mit Stoff bespannt wurden um den Luftwiderstand zu verringern. Am Heck befand sich ein Schleifsporn.

## Technische Daten

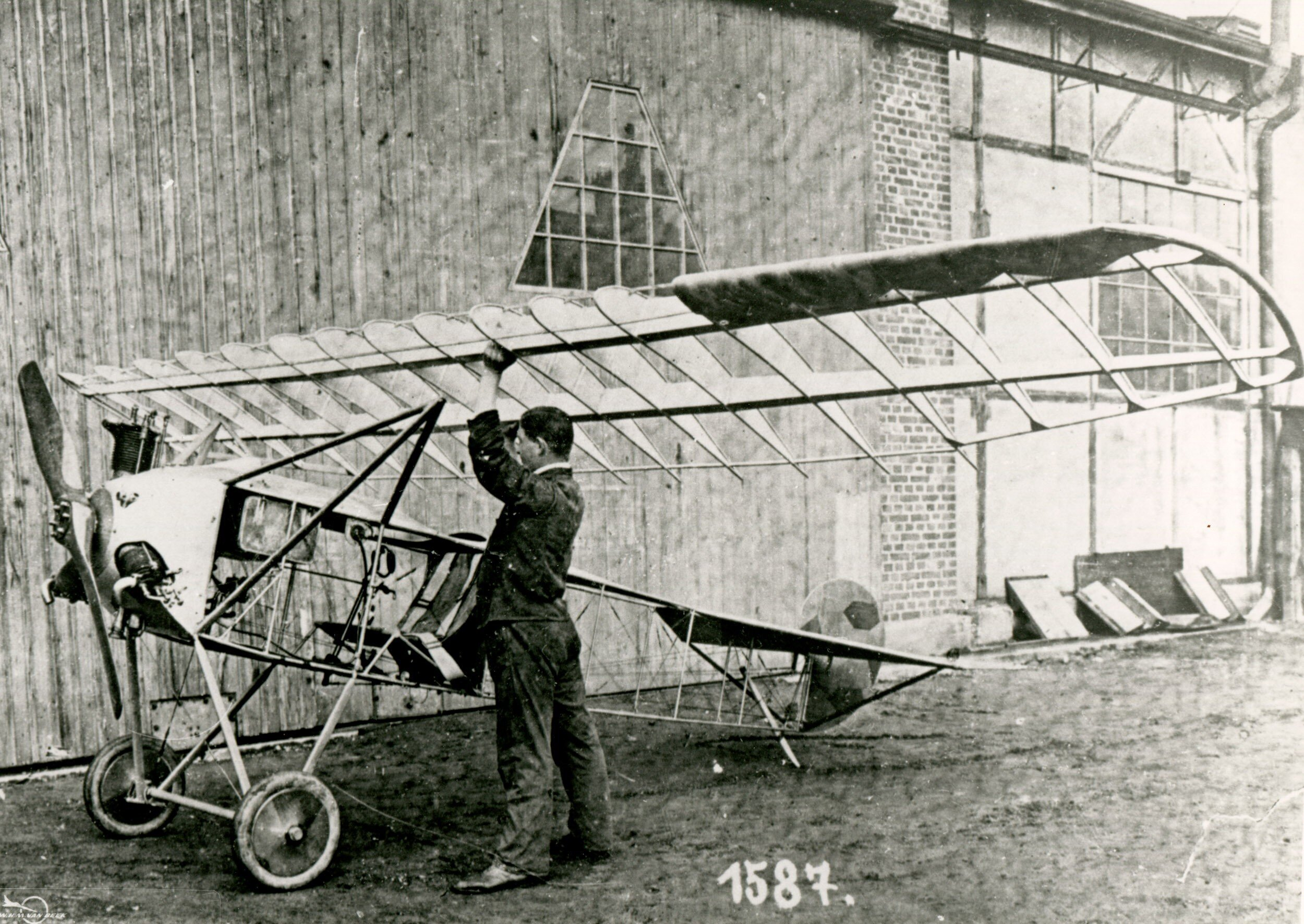
Die verspannungslose V 40 im Größenvergleich mit einem Fokker-Mitarbeiter

| Kenngröße             | Daten                                                                            |
| --------------------- | -------------------------------------------------------------------------------- |
| Besatzung             | 1                                                                                |
| Spannweite            | 5,90 m                                                                           |
| Länge                 | 3,94 m                                                                           |
| Flügelfläche          | 7,0 m²                                                                           |
| Flügelstreckung       | 4,97                                                                             |
| Leermasse             | 160 kg                                                                           |
| Startmasse            | 266 kg                                                                           |
| Antrieb               | ein luftgekühlter Dreizylinder-Sternmotor mit starrer Zweiblatt-Holzluftschraube |
| Typ, Leistung         | Anzani, 35 PS (26 kW)                                                            |
| Kraftstoffvorrat      | 31 l                                                                             |
| Ölvorrat              | 5 l                                                                              |
| Höchstgeschwindigkeit | 111 km/h in Bodennähe (120 km/h)                                                 |

## Nachbauten

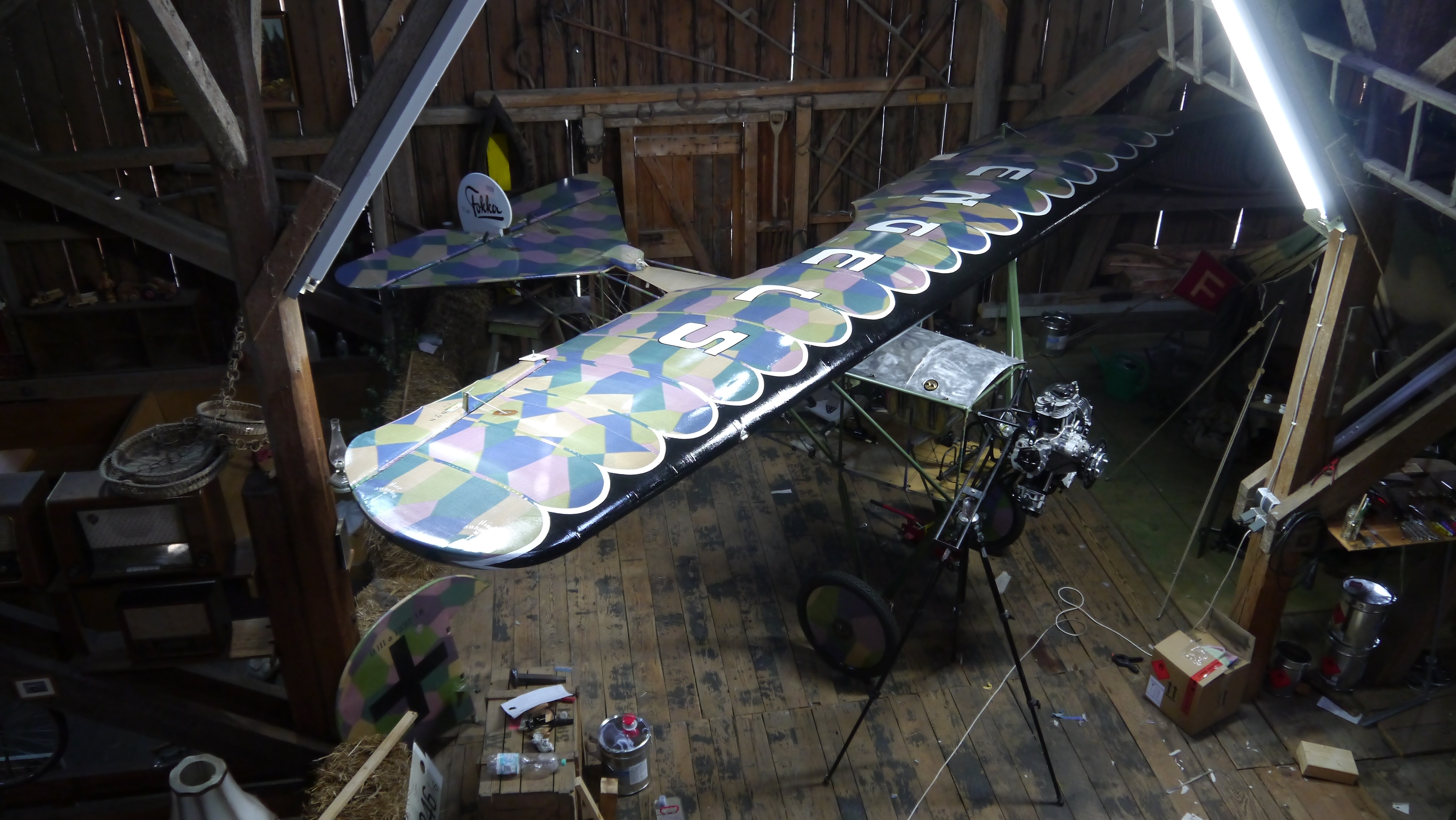
Zustand des Nachbaus in Wäschenbeuren im Juli 2025

In Wäschenbeuren entstehen seit 2024 im Museum für Flugzeugbau und technische Geschichte durch Achim Engels zwei originalgetreue und flugfähige Nachbauten der V 40, von denen einer in der beschränkten Sonderklasse als Einzelstück zugelassen werden soll. Als Motor wird ein tschechischer Fünfzylinder-Sternmotor von Verner mit 60 PS Verwendung finden. Der gesamte Nachbau wird auf der Seite des Museums dokumentiert.